# Gordon Douglas Slade
Gordon Douglas Slade (Toronto, 14 de dezembro de 1955) é um matemático canadense, especialista em teoria das probabilidades.

## Honrarias e prêmios
Slade foi um palestrante convidado no Congresso Internacional de Matemáticos em 1994 em Zurique, com a lecture The critical behaviour of random systems.
Slade recebeu o Prêmio Coxeter–James de 1995. Foi eleito membro da Royal Society em 2017.

## Publicações selecionadas
- com Neal Madras: Self-avoiding walk, Birkhäuser 1993[3]
- The lace expansion and its applications (École d’Eté de Probabilités de Saint-Flour XXXIV, 2004), Springer Verlag 2006 (The lace expansion and its applications, pdf)